# Boris Céspedes
Boris Céspedes (* 19. Juni 1995 in Santa Cruz de la Sierra) ist ein bolivianisch-schweizerischer Fussballspieler, der auf der Position des Stürmers spielt.

## Karriere

### Vereine
Boris Céspedes spielt seit seiner Jugend beim Servette FC und erhielt im Jahr 2013 seinen ersten Profivertrag. Sein Debüt feierte er am 12. August 2013. Nachdem er bei Servette zu wenig Einsatzzeit erhalten hatte, wurde er am 9. Februar 2015 bis Ende Saison zu Étoile Carouge ausgeliehen. Nachdem er zu Servette zurückkehrte und wiederum nur drei Spiele bestritten hatte, wurde er in der darauffolgenden Saison erneut zu Etoile Carouge ausgeliehen.
Zur Rückrunde der Saison 2016/17 und beim dritten Anlauf schaffte er es sich im Team zu etablieren und war seither eine Stammkraft im Genfer Mittelfeld. Im Juli 2023 folgte der Wechsel zu Aufsteiger Yverdon Sport FC.

### Nationalmannschaft
Céspedes spielte zwischen 2010 und 2014 für verschiedene Schweizer Juniorennationalmannschaften.
2020 nahm er die Berufung zur A-Auswahl Boliviens an. Sein erstes Länderspiel betritt er in der Qualifikation zur Fußball-Weltmeisterschaft 2022. Im Auswärtsspiel gegen die Auswahl Brasiliens am 9. Oktober 2020 wurde er nach der Halbzeitpause für Fernando Saldías eingewechselt. Im Spiel gegen Paraguay am 17. November 2020 in Asunción erzielte Céspedes sein erstes Länderspieltor. Mit der Mannschaft nahm er 2021 und 2024 jeweils an der Copa América teil und schied dort jeweils nach der Gruppenphase aus.